# Мунисипаль Либерия
«Мунисипаль Либерия» (исп. Asociación Deportiva Municipal Liberia) — футбольный клуб из города Либерия, Коста-Рика, административного центра провинции Гуанакасте. В настоящий момент выступает в Сегунде, втором по силе дивизионе Коста-Рики.

## История
Клуб основан 7 июня 1977 года. В высшем дивизионе команда дебютировала 29 июля 2001 года. В 2007 году муниципальный клуб продали в частные руки бизнесмену Марио Сотела, который в скором времени начал вливание капитала, что положительно сказалось на результате. Свое первое чемпионство команда смогла завоевать уже через год, летом 2009 года. На данный момент это единственный успех клуба. 
По окончании сезона Апертура 2017 года «Либерия» заняла последнее место и выбыла в Сегунду.
Основные цвета клуба желтый и черный.

## Стадион

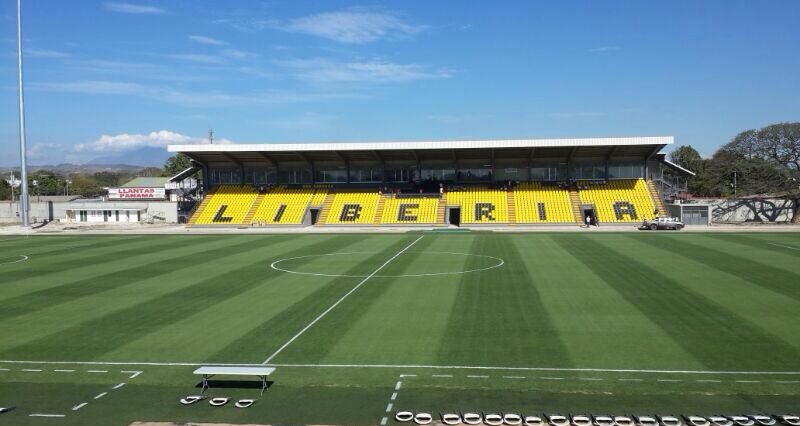
Эстадио Эдгардо Балтодано Брисеньо

Домашние матчи проводит на стадионе Эдгардо Балтодано Брисеньо,вмещающем 6000 зрителей. Назван в честь известного коста-риканского спортсмена начала XX века Эдгардо Брисеньо, который был одним из основателей ныне несуществующего футбольного клуба Ла Либертад. Стадион был построен в 1970 году и реконструирован в 2013.

## Достижения
- Чемпион Коста-Рики (1): 2009 (Лето)